# Abramovova reakce
Abramovova reakce je organická reakce, při níž dochází k přeměně trialkylového fosfonátu na α-hydroxyfosfonát adicí na karbonylovou sloučeninu. Mechanismus obsahuje atak nukleofilního atomu fosforu na karbonylový uhlík.
Reakci objevil ruský chemik Vasilij Semjonovič Abramov v roce 1957.

## Úvod
Zdroje fosforu bohaté na elektrony, jako jsou fosfity, fosfonity a fosfinity, mohou být nukleofilně adovány na karbonylové sloučeniny. Při použití plně esterifikovaných fosfitů (tedy Abramovově reakci) obvykle dochází k neutralizaci vytvořeného tetraedrického meziproduktu přenosem alkylové nebo silylové skupiny z kyslíkového atomu navázaného na fosfor za tvorby alkoxidového centra. Poté se může objevit konjugovaná adice, jejímiž produkty jsou γ-funkcionalizované karbonylové sloučeniny nebo enolethery. Rozsah reakce lze výrazně zvětšit použitím zdrojů fosforu obsahujících siloxyskupiny, protože vzniklé α-siloxysloučeniny mohou být v alkoholových rozpouštědlech přeměněny na odpovídající α-hydroxyderiváty.
(1)

## Mechanismus a stereochemie

### Převažující mechanismus
Fosfit se vratně naváže na karbonylový uhlík. Za mírných podmínek probíhá zpětná přeměna na výchozí látky rychleji než mezimolekulární i vnitromolekulární přesuny alkylových skupin, protože přechodný stav vznikající při vnitromolekulárním přesunu má malý překryv orbitalů.
Přesun lze účinně provést při zvýšení teploty a/nebo tlaku. Jsou-li použity dva ekvivalenty aldehydu, tak adice tetraedrického meziproduktu na druhou molekulu aldehydu může probíhat za tvorby fosforanu 1 nebo lineárního alkylového produktu 2.
Vhodnější je použití silylovaných zdrojů fosforu, které vstupují do vnitromolekulárních přesunů silylových skupin z přední strany, čímž vznikají α-siloxyfosforové sloučeniny 3.
(3)

## Rozsah a omezení

### Fosforové reaktanty
Na přípravu α-hydroxyfosfonátů se obvykle používají fosfity. Za přítomnosti dvou ekvivalentů aldehydů převažují cyklické fosforany 1, které ovšem mohou snadno být hydrolyzovány na odpovídající hydroxyfosfonáty.
(6)
Když jsou použity fosfonové kyseliny s katalytickým množstvím zásady, tak mohou vznikat fosfinoxidy. Vhodné jsou pro tyto reakce sodné soli fosfonových kyselin a jako zásadu je možné použít například amid sodný.
Asymetrické a selektivně řízené adice lze dosáhnout využitím chirálních aminů.
(7)
Objev a použití silylovaných fosforových reaktantů představuje významný pokrok v této reakci. U smíšených reaktantů dochází k selektivním přenosům silylových skupin a štěpení za vzniku vazeb křemík-kyslík je často možné provést hydrolyticky, což umožňuje získávat α-hydroxyderiváty. Alkylace α-siloxy produktů představuje vhodný způsob jinak obtížné přípravy α-alkoxyfosforových sloučenin, které mohou po deprotonaci fungovat jako ekvivalenty acylových aniontů, z nichž se po eliminaci v zásaditém prostředí mohou stát ketony.
(8)

### Karbonylové substráty
Na karbonylové uhlíky jednoduchých aldehydů a ketonů se fosfity adují snadno; při adicích na keteny se tvoří stejné produkty jako u Arbuzovových reakcí acylhalogenidů.
(9)
Do této reakce mohou rovněž vstupovat α,β-nenasycené ketony a aldehydy. U dienylkarbonylových substrátů probíhají 1,6-adice.
(10)
Varianta, do které jsou zapojeny iminy se nazývá Pudovikova reakce, vznikají při ní α-alkylaminofosfonáty.
Primární aminy je možné získat pouze po kyselé hydrolýze terc-butylaminového meziproduktu; použití nesubstituovaných iminů vyžaduje tvrdé reakční podmínky a výtěžnost bývá nízká.
(11)

## Syntetické využití
α-Hydroxyalkylfosfonáty připravené Abramovovou reakcí lze použít na další přeměny. Původně karbonylový uhlík je v důsledku své blízkosti k fosfonátové skupině kyselý. Jeho deprotonací vzniká maskovaný acylový anion, ze kterého lze odštěpit fosfonátovou skupinu. Fosfonátové anionty se mohou účastnit alkylací a alkenací (jako je Hornerova–Wadsworthova–Emmonsova reakce).
Pokud jsou do alkenace zapojeny α-aminoalkylfosfonáty, tak se vzniklé enaminy dají hydrolyzovat za vzniku ketonů.
(12)
Adicemi na nenasycené karbonylové sloučeniny a následnými deprotonacemi vznikají ekvivalenty homoenolátů.

## Srovnání s ostatními metodami
Silylovaná fosfitová činidla patří k nejúčinnějším při přípravě α-hydroxyfosfonátů, existuje však i několik dalších způsobů tvorby těchto sloučenin. Příkladem může být fosfáto-fosfonátový přesmyk, kdy se α-hydroxyfosfonáty vytváří z tříčlenného cyklického meziproduktu.
(13)

## Experimentální podmínky a postupy
Provedení adicí sloučenin fosforu je obecně jednoduché. Reaktanty mohou být rozpuštěny v polárních rozpouštědlech, jako jsou acetonitril, ethanol a terc-butanol, a nepolárích rozpouštědlech, například benzenu. Při adicích fosfitových diesterů nebo in situ tvorbě iminů může být nutná kyselá katalýza; v ostatních případech lze k tomuto účelu použít též zásady. K izolaci čistých produktů obvykle postačuje destilace.